# 小学 (朱熹)
『小学』（しょうがく）は、南宋の儒学者であった朱熹（朱子、1130年 - 1200年）が、劉清之（劉子澄、1133年 - 1189年）に構想を示し、幼い初学者向けの教材とすべく編集に当たらせた文献。両者の関与の度合いをどう評価するかによって、いずれの著作として扱うべきかについては諸説があり、見解が分かれている。
現代まで伝えられている『小学』は、内篇と外篇にまとめられた合わせて6篇から成り、朱熹による「題詞韻語」（小学題詞）を加えるなどして、淳熙14年（1187年）に成立したとされる。内篇4篇は「立教、明倫、敬身、稽古」と題されて経書や秦代以前の文献から構成されており、外篇2篇は「嘉言、善行」と題されて漢代以降の文献を踏まえている。内容は、酒掃（清掃）・応対・進退などの作法、修身道徳の格言、忠臣孝子の事績などを、四書をはじめとする古典から抜粋して、編纂したものである。

## 成立の経緯
朱熹が、劉清之に『小学』の編纂を委ねた時期は判然としていないが、伝えられている朱熹から劉清之への書状で『小学』の編纂への言及が見える初出は、淳熙10年（1183年）である。その後、劉清之は、淳熙11年（1184年）ころに鄂州で『小学』を出版し、これは「鄂州本」と称された。この「鄂州本」を受け取った朱熹は、一部の記述を簡約化しつつ大幅な増補も加え、淳熙14年（1187年）に武夷精舎から『小学』を出版し、こちらは「武夷精舎小学之書」と称された。
朱熹は、15歳から学ぶものとされた『大学』に対応し、その前段階として8歳から学ぶべき内容として『小学』を位置付けた。
以降、『小学』は、もっぱら朱熹の著作とされ、広く東アジアの各地で朱子学の興隆とともに重要視されたが、17世紀頃からこれを劉清之の編著と見る説が台頭し、『小学』は重視されなくなっていった。

## 江戸時代の日本において
江戸時代の日本においては、山崎闇斎が朝鮮儒学の影響下で『小学』を取り上げて、最初に訓点を打ち、思想書としてこれを研究した。
しかし、大方の読者の間では、『小学』は素読を中心とした漢籍学習の初学段階における教材として広く普及し、昌平坂学問所や各地の藩校をはじめ、庶民の寺子屋などでも用いられた。

## 訳書
- 『小学 新釈漢文大系3』 宇野精一訳注、明治書院、初版1965年。ISBN 978-4-625-57003-2